# Hôtel Pannónia
Pour les articles homonymes, voir Pannonia.
L'Hôtel Pannónia (en hongrois : Pannónia Szálló) est un édifice situé dans le 8e arrondissement de Budapest.